# 4666 Дітц
4666 Дітц (4666 Dietz) — астероїд головного поясу, відкритий 4 травня 1986 року.
Тіссеранів параметр щодо Юпітера — 3,411.